# Campeonato Sudamericano 1935
Das Campeonato Sudamericano von 1935 war die 13. Ausspielung der südamerikanischen Kontinentalmeisterschaft im Fußball und fand nach gut fünf Jahren Unterbrechung vom 6. bis 27. Januar zum zweiten Mal in Peru statt. Nach der langen Pause trafen wieder vier südamerikanische Mannschaften bei dieser Meisterschaft aufeinander. Die Teams aus Brasilien, Ecuador, Paraguay und Bolivien blieben jedoch dem Turnier fern.
Am Austragungsmodus änderte sich auch nach der langen Pause nichts, die Meisterschaft wurde wieder im Ligasystem (Jeder gegen Jeden) ausgetragen. Bei Punktgleichheit auf dem ersten Platz war ein Entscheidungsspiel vorgesehen. Allerdings durften erstmals bei einer Copa während des Spiels zwei Feldspieler und der Torwart ausgewechselt werden. Alle Spiele wurden im Estadio Guadelupe in Lima (Fassungsvermögen rd. 30 – 35.000 Zuschauer) ausgetragen.
Südamerikameister im Jahre 1935 wurde zum siebten Mal Uruguay.

## Hintergrund
Die lange Pause seit dem letzten Turnier beruhte auf einer Vielzahl von Gründen. Neben sportlichen, spielten verbandsinterne, politische und wirtschaftliche Gründe eine wichtige Rolle. So wurde zunächst im Jahre 1930 aufgrund der im selben Jahr stattfindenden ersten Fußball-Weltmeisterschaft in Uruguay keine Copa América ausgetragen. Zudem fiel die Notwendigkeit weg, ein Qualifikationsturnier für die Olympischen Sommerspiele 1932 auszutragen, da in Los Angeles Fußball nicht auf dem Programm stand.
In den Jahren nach 1930 führte die Ausbreitung des Profi-Fußballs in fast allen Ländern Südamerikas zu erheblichen nationalen Verbandsproblemen. Während die besten Spieler der jeweiligen Länder im zunehmenden Maße in die Profiverbände wechselten, blieben die nationalen Amateurverbände noch lange Zeit die von der FIFA und vom CONMEBOL anerkannten Organisationen; und nur deren Nationalmannschaften durften an den internationalen Turnier teilnehmen. Dies führte zum Beispiel dazu, dass Argentinien bei der Fußball-Weltmeisterschaft 1934 als amtierender Vizeweltmeister nur mit einer „zweitklassigen“ Amateurvertretung auflief und prompt in der ersten Runde scheiterte. Und dass Weltmeister Uruguay dieser WM gleich ganz fern blieb, lag ebenfalls mit an dieser Problematik; es saß nicht nur im Schmollwinkel, wie oft immer behauptet wird.
In Südamerika führte die Angst, mit einer zweitklassigen Amateurvertretung zu versagen, zu einem deutlich verminderten Interesse an einer Copa teilzunehmen. Aber auch wirtschaftliche Gründe spielten eine große Rolle. Die Weltwirtschaftskrise hatte auch Südamerika schwer erfasst. Alle Institutionen und Verbände litten unter Finanzknappheit. So war kein südamerikanischer Verband in diesen Jahren wirklich bereit, die Kosten für die Austragung eines großen Fußballturniers aufzubringen. Kein Land wollte in diesen Jahren wirklich den Gastgeber spielen. Schließlich war auch die politische Lage in Südamerika alles andere als stabil. Von 1932 bis 1935 bekämpften sich die Länder Bolivien und Paraguay im Chacokrieg auf dem Schlachtfeld und sorgten für eine politisch höchst angespannte Situation in ganz Südamerika. Diese politischen Rahmenbedingungen erleichterten nicht gerade die Austragung einer Kontinentalmeisterschaft im Fußball. Erst die Notwendigkeit, für das olympische Fußballturnier 1936 ein südamerikanisches Qualifikationsturnier austragen zu müssen, führte dazu, dass die 13. Copa América stattfand. Doch auch nach dem Turnier zwangen wirtschaftliche Gründe zunächst Turniersieger Uruguay und danach den Zweiten Argentinien dazu, auf eine Olympiateilnahme zu verzichten. So nahm am Ende Peru als Südamerikavertreter an der Olympiade teil.
Die uruguayische Presse führt dagegen die lange Pause auf die negativen Begleiterscheinungen des Finales der Fußball-Weltmeisterschaft 1930 zurück. So fühlten die Argentinier sich dort schlecht behandelt und äußerten sich dahingehend, dass einige ihrer Spieler bedroht worden seien. Es folgte der vorübergehende Abbruch der Beziehungen zum uruguayischen Fußballverband AUF. Auch politische Spannungen zwischen den beiden Ländern kamen auf, als anschließend nach gewalttätigen Übergriffen auf die uruguayische Botschaft in Buenos Aires ebenfalls auf politischer, zwischenstaatlicher Ebene ein vorübergehender Abbruch der Beziehungen folgte. Bis 1935 fand daher auch keine weitere südamerikanische Meisterschaft (Campeonato Sudamericano) statt, da keines der beiden Länder an einem solchen Turnier teilnehmen wollte, bei dem auch der Nachbar zugegen war. Ohne die beiden damals stärksten Mannschaften des Kontinents herrschte aber Konsens, dass die Austragung einer Meisterschaft keinen Sinn habe.
Mit dem Austragungsort Lima sollte auch dessen Gründung, die 400 Jahre zuvor am 18. Januar 1535 erfolgt war, gefeiert werden.

## Spielergebnisse
|                 |   |             |           |
| 6. Januar 1935  |   |             |           |
| Argentinien     | – | Chile       | 4:1 (1:1) |
| 13. Januar 1935 |   |             |           |
| Peru            | – | Uruguay     | 0:1 (0:0) |
| 18. Januar 1935 |   |             |           |
| Uruguay         | – | Chile       | 2:1 (1:0) |
| 20. Januar 1935 |   |             |           |
| Peru            | – | Argentinien | 1:4 (1:1) |
| 26. Januar 1935 |   |             |           |
| Peru            | – | Chile       | 1:0 (1:0) |
| 27. Januar 1935 |   |             |           |
| Uruguay         | – | Argentinien | 3:0 (3:0) |

| Pl. | Land        | Sp. | S | U | N | Tore    | Diff. | Punkte |
| --- | ----------- | --- | - | - | - | ------- | ----- | ------ |
| 1.  | Uruguay     | 3   | 3 | 0 | 0 | 006:100 | +5    | 06:0   |
| 2.  | Argentinien | 3   | 2 | 0 | 1 | 008:500 | +3    | 04:20  |
| 3.  | Peru        | 3   | 1 | 0 | 2 | 002:500 | −3    | 02:40  |
| 4.  | Chile       | 3   | 0 | 0 | 3 | 002:700 | −5    | 0:60   |

## Beste Torschützen

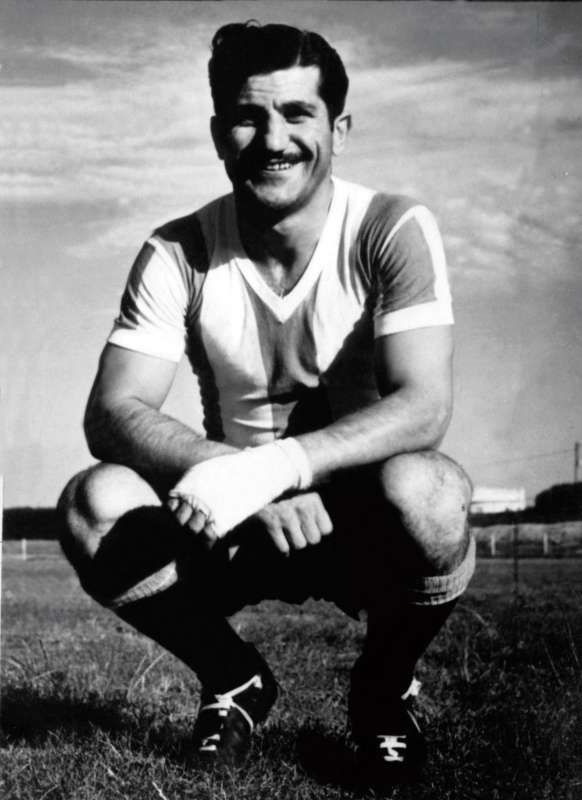
Herminio Masantonio Torschützenkönig des Turniers

| Rang | Spieler             | Tore |
| ---- | ------------------- | ---- |
| 1    | Herminio Masantonio | 4    |
| 2    | Aníbal Ciocca       | 3    |
| 3    | Diego García        | 2    |
|      | Héctor Castro       | 2    |
|      | Adolfo Zumelzú      | 2    |

## Mannschaftsaufgebote
Uruguay

Enrique Ballestrero (Torwart, Rampla Juniors FC), Héctor Macchiavello (Torwart, Racing Club de Montevideo), Miguel Andreolo (Nacional Montevideo), Peregrino Anselmo (CA Peñarol), Braulio Castro (CA Peñarol), Héctor Castro (Nacional Montevideo), Aníbal Ciocca (Nacional Montevideo), Luis María Denis (Montevideo Wanderers), Enrique Fernández (Nacional Montevideo), Lorenzo Fernández (CA Peñarol), Conrado Häberli (Rampla Juniors FC), Agenor Muñiz (Montevideo Wanderers), José Nasazzi (Nacional Montevideo), Miguel Olivera (River Plate), Marcelino Pérez (Nacional Montevideo), Juan Emilio Píriz (Club Atlético Defensor), José Alberto Taboada (Montevideo Wanderers), Erebo Zunino (CA Peñarol)
Trainer: Raúl V. Blanco

Uruguay war keineswegs als Favorit nach Peru gereist, denn Argentinien galt in den 30er Jahren als das stärkere Team. Eine Einschätzung, die sich nach den ersten Spielen zu bestätigen schien, denn der Rekordsüdamerikameister tat sich in den Begegnungen gegen die Außenseiter aus Peru und Chile sehr schwer. Am Ende standen eher glückliche und keineswegs überzeugende Siege. Doch im Duell mit dem Erzrivalen zeigte Uruguay noch einmal seine alte Klasse. In der ersten Halbzeit überrollten sie regelrecht den Favoriten und sorgten damit für eine frühzeitige Entscheidung in diesem Spiel und damit auch im Turnier.
 Argentinien

Fernando Bello (Torwart, CA Independiente), Sebastián Inocencio Gualco (Torwart, CA San Lorenzo de Almagro), Arturo Arrieta (CA San Lorenzo de Almagro), Rodolfe De Jonge (CA Independiente), Antonia De Mare (Racing Club), Diego García (CA San Lorenzo de Almagro), Miguel Ángel Lauri (Estudiantes de La Plata), Herminio Masantonio (CA Huracán), José María Minella (Gimnasia y Esgrima de La Plata), Antonio Sastre (CA Independiente), Roberto Sbarra (Estudiantes de La Plata), José Scarcella (Racing Club), Carlos Wilson (Unión Talleres-Lanús), Vincente Antonio Zito (Racing Club)
Trainer: Manuel Seoane

Argentinien galt bei den Fachleuten als klarer Favorit. In den Auftaktbegegnungen gegen Chile und Peru machten sie im Vergleich mit den "Urus" den erheblich souveräneren Eindruck und kamen zu zwei deutlichen Erfolgen. Doch im "Finale" gegen den Erzrivalen wurde man in der ersten Halbzeit eiskalt erwischt. Innerhalb von 18 Minuten kassierte man 3 Tore, wodurch das Spiel entschieden war. Nicht einmal ein Ehrentreffer gelang den Argentiniern.
 Peru

Juan Valdivieso (Torwart, Alianza Lima), Jorge Alcalde (Sport Boys), Vicente Arce (Universitario (Lima)), Mario de las Casas (Atlético Chalaco), Alberto Denegri (Universitario), Arturo Fernández (Universitario), Teodoro Fernández (Universitario), Domingo García, Eulogio García (Alianza Lima), Jorge Góngora (Universitario), José María Lavalle (Alianza Lima), Narciso León (Alianza Lima), Alberto Montellanos (Alianza Lima), José Morales (Alianza Lima), Lizardo Rodríguez Nué (Tarapacá FBC), Lorenzo Pacheco, Juan Rivero, Carlos Tovar (Universitario), Alejandro Villanueva (Alianza Lima)
Trainer: Telmo Carbajo

Peru hatte sich aufgrund des Heimvorteils etwas mehr erhofft. Doch selbst vor heimischer Kulisse konnte man den beiden "Großen" aus Argentinien und Uruguay kein Bein stellen. Als Trost blieb der glückliche 1:0-Sieg im letzten Spiel gegen Chile, der Platz drei sicherte. Ein am Ende wichtiger Sieg, denn nach dem Verzicht Uruguays und Argentiniens durfte Peru als Südamerikavertreter nach Berlin fahren.
 Chile

Roberto Cortés (Torwart, CSD Colo-Colo), Isaías Azzerman (Torwart, Audax Italiano), Carlos Aranda (Audax Italiano), Enrique Araneda (Audax Italiano), José Avendaño (CD Magallanes), Moisés Avilés (Audax Italiano), Arturo Carmona (CD Magallanes), Ascanio Cortés (Audax Italiano), Carlos Giudice (Audax Italiano), Guillermo Gornall (Audax Italiano), Guillermo Riveros (Audax Italiano), Eduardo Schneeberger (CSD Colo-Colo), Enrique Sorrel (CSD Colo-Colo), Arturo Torres (CD Magallanes), Quintín Vargas (CD Magallanes), Carlos Vidal (CD Magallanes), Conrado Welch (CSD Colo-Colo)
Trainer: Pedro Mazullo (Uruguay)

Chile blieb bei einer Copa wieder einmal sieglos. Drei Niederlagen in drei Spielen konnten die Chilenen nicht zufriedenstellen. Doch man hatte gar nicht schlecht gespielt; bei etwas mehr Glück wäre gegen Gastgeber Peru und gegen Uruguay durchaus ein Punkt drin gewesen.